# Dakar
Dakar je hlavní město Senegalu, které se nachází na Zeleném mysu na pobřeží Atlantského oceánu. Žije zde přibližně 1,44 milionu obyvatel. Dakar je nejzápadnějším městem Afriky, je výhodným výchozím bodem pro transatlantický a evropský obchod. Město je nejvýznamnějším přístavem regionu, administrativním centrem země, sídlem národního shromáždění Senegalu a prezidenta. Je hlavním a finančním centrem i pro značnou část západní Afriky. Sídlí zde banka BCEAO (francouzsky Banque Centrale des États de l'Afrique de l'Ouest), centrální banka pro CFA frank a dále také řada mezinárodních organizací a výzkumných center nebo nevládních organizací. 

## Název
Název města pochází ze slova dakhar, což ve wolofštině ozančuje dřevo tamarindu indického, místního stromu. Tento název použil kmen Lebu, který žil jižně od dnešního Dakaru a kde dnes stojí přístav.

## Přírodní poměry

### Podnebí a vodstvo
Podnebí je polopouštní. Období dešťů je relativně krátké, zato období sucha trvá déle. Prší mezi měsíci červencem a říjnem a dalších osm měsíců pak je většinou sucho. Průměrný úhrn srážek pro Dakar je 540 mm za celý rok. Zatímco mezi prosincem a dubnem je poměrně příjemné teplo, od května do listopadu teploty běžně překračují 30 ˚C. Vliv moře mírní teplotní extrémy, vlny veder nejsou tak silné, jako v senegalském vnitrozemí.

### Změna klimatu
Podle dokumentu, který byl zveřejněn v roce 2019 v časopisu PLOS One se předpokládá nárůst průměrné roční teploty pro město a jeho okolí do roku 2050 o 1,5 °C. Tím by se klimatické poměry posunuly zhruba tam, kde jsou ve městě Praia na ostrovech Kapverdy. Podle výzkumu Mezinárodního panelu pro klimatické změny z roku 2022 je Dakar jedním z dvanácti afrických měst, které budou nejvážněji změnami klimatu postiženy. Celkové škody se počítají na vyšší desítky miliard dolarů. Vzestup mořské hladiny by měl pro město, které je významný přístav a které obklopují vody Atlantského oceánu, rovněž nedozírné důsledky.

## Historie

### Koloniální období

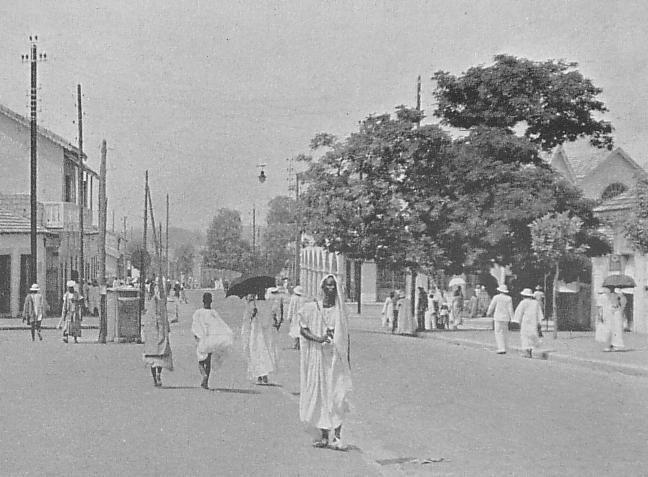
Město ve 30. letech 20. století.

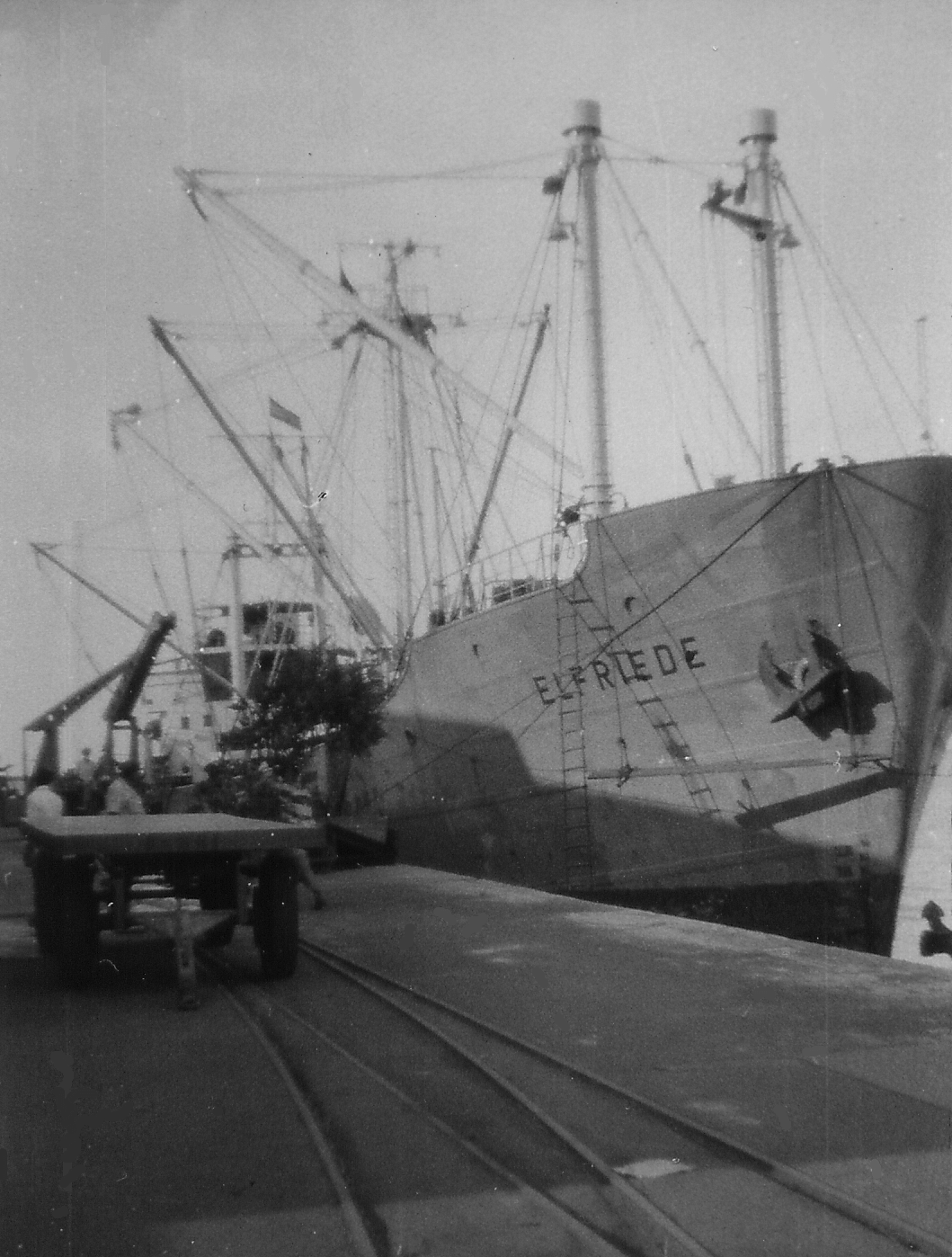
Nákladní loď v místním přístavu roku 1956.

Univerzitní kampus, rok 1962.

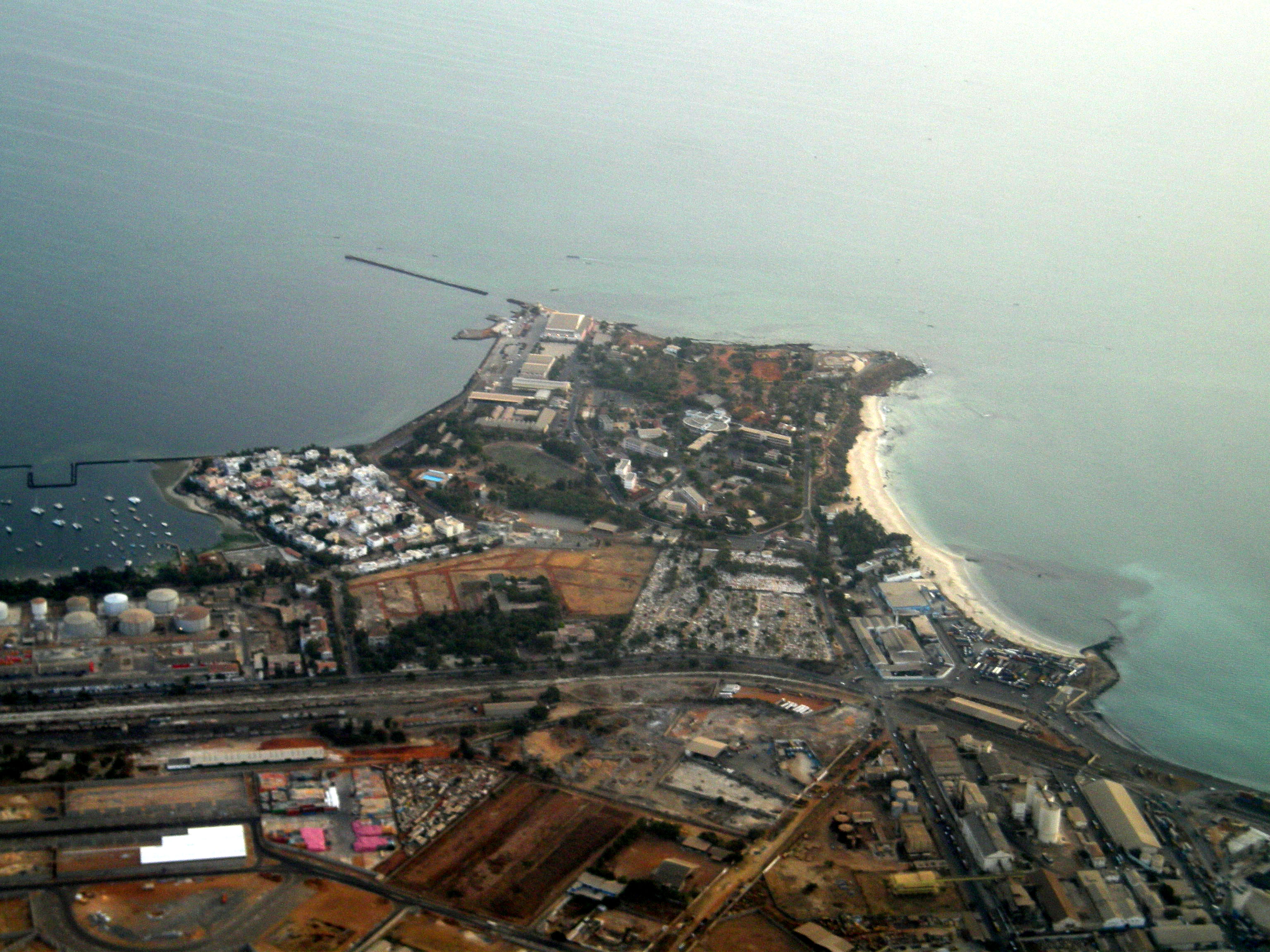
Letecký pohled v 1. desetiletí 21. století.

První Evropané, kteří spatřili lokalitu dnešního města, byli Portugalci, kteří se plavili na Zelený mys a na ostrově Gorée zbudovali menší osídlení. To mělo za úkol sloužit hlavně jako místo, kde bylo možné opravovat lodě po dlouhé plavbě. Od roku 1536 byl ostrov využíván mimo jiné i jako místo pro obchod s otroky. V roce 1588 Gorée obsadili Nizozemci (od nich bylo také převzato současné pojmenování, které se váže k obci Goeree-Overflakkee v dnešním Nizozemsku). Ty v roce 1644 vystřídali Britové a nakonec roku 1677 i Francouzi, kteří také získali celý Senegal. V této době žilo na poloostrově, který spojoval Zelený mys s africkým vnitrozemím okolo deseti tisíc lidí (původních obyvatel).

### Druhá polovina 19. století
Město Dakar bylo založeno oficiálně v roce 1857, kdy francouzská armáda nechala v místě současného Náměstí nezávislosti (francouzsky Place de l'Indépendance) postavit opevnění. Důvod pro stavbu na pevnině byl prostý – rozrůstající se tržiště na břehu moře vyžadovalo ochranu koloniálních sil. Do roku 1862 byl zbudován i ochranný val v místním přístavu. A právě ten, spolu s tržištěm, představují základ, ze kterého se rozrůstal moderní Dakar. Émile Pinet-Laprade nechal vypracovat první územní plán pro město a brzy byly pojmenovány i jednotlivé ulice. Ty směřovaly tak, že mezi sebou svíraly pravé úhly. Roku 1885 na ulici Rue Blanchot vyrostla i první mešita, neboť místní obyvatelstvo bylo muslimské.
Postaveno bylo zázemí pro zásobování parníků uhlím. V tom nahradil město Mintelo na Kapverdách. V roce 1866 byla dokončena i železniční trať, která končila v Dakaru. Vedla do města Saint-Louis a umožnila rozvoj pobřeží, především pro zemědělství (pěstovaly se zde arašídy).
Gorée, včetně Dakaru, bylo v roce 1872 prohlášeno obcí dle francouzského práva. Samotný Dakar byl od ostrova Gorée správně oddělen v roce 1887 jako nová obec. Obyvatelé města si zvolili vlastního starostu (tím se stal Jean Alexandre) a radu města a mohli vyslat vlastního voleného zástupce do francouzského Národního shromáždění. V roce 1902 nahradil Dakar zmíněný Saint-Louis jako hlavní město Francouzské Západní Afriky. V té době měl necelých deset tisíc lidí.

### 20. století
Na přelomu století byly zbudovány některé stavby, které dodnes představují koloniální architekturu ve městě. Jedná se např. o palác republiky, původně palác guvernéra, vycházely první noviny a dokončeno bylo i místní nádraží, které se dochovalo do současnosti.
V roce 1914 zasáhla město epidemie moru[zdroj?], která vyústila v to, že koloniální úřady vyhnaly původní obyvatelstvo za hranice města do lokality zvané Medina (původní, předevropské osídlení). Mezi oběma existoval tzv. sanitární kordon, území, které mělo oddělovat obě populace. Město se tak rozdělilo na dvě části – Medinu a přímořskou rovinu (francouzsky Plateau). Rozvíjející se koloniální město se stalo úspěšným předobrazem pro další francouzské metropole v západní Africe, např. Bamako, Conakry nebo Brazzaville. 
V době první světové války dakarský přístav nabyl na významu, neboť nedaleko ležely německé kolonie Togoland a Kamerun. 
Po válce byl zvolen starostou města Blaise Diagne. Z blízkého východu se sem usídlila libanonská komunita, která si velmi rychle vytvořila monopol v oblasti obchodu. Dakar zůstal Francii i nadále jako kolonie. Budována byla i druhá železniční trať a to na území dnešního Mali (tehdy Francouzský Súdán). Dokončena byla roku 1924. Vše vyústilo ve vyšší ekonomickou aktivitu pro místní přístav. Ten byl rozšířen v 30. letech 20. století. Dakar se rozrostl do jednoho z největších měst na území francouzských kolonií, srovnatelný byl s Hanojí nebo Bejrútem. Žilo zde okolo třiceti tisíc lidí. Usídlila se v něm řada poboček francouzských společností a vyrostly zde byly různé továrny. Mimo rafinérie na arašídový olej to byla i ropná rafinérie, konzervárna, pivovar a další. Letiště Mermoz (které dnes již neexistuje), umožnilo spojení s Francií a ostatními koloniemi. V roce 1929 byla obec na ostrově Gorée, která tehdy čítala jen několik stovek obyvatel administrativně sloučena s Dakarem do jednoho města.
V závěru 30. let byla dostavěna katedrála francouzsky Cathédrale Notre-Dame-des-Victoires, sídlo arcibiskupství a otevřela se zde i pobočka Francouzského institutu Černé Afriky (francouzsky Institut Français d'Afrique Noire).
Během druhé světové války Senegal a celá Francouzská Západní Afrika uznaly legitimitu Vichystické Francie. Západní spojenci Dakar osvobodili od kolaborantské vlády až v roce 1943. Do té doby nicméně generál Charles de Gaulle pomýšlel, že by se africké město mohlo stát jeho základnou pro hnutí odporu. Jeho plán (krycí název Operation Menace) počítal s podporou britského námořnictva. Kvůli zpožděním a úniku informací druhé straně dokázala vláda ve Vichy celou akci překazit. Pokus o vylodění narazil na tuhý odpor a po třídenní bitvě (od 23. do 25. září 1940) byla operace odvolána. De Gaullovy jednotky se přesunuly do přístavu Douala v dnešním Kamerunu.
V listopadu 1944 se západoafričtí branci francouzské armády vzbouřili z důvodu nevyhovujících podmínek v táboře Thiaroye, který stál na okraji města. Vzpoura byla vnímána jako symbol boje proti koloniální nadvládě a stal se klíčovou událostí pro místní hnutí za nezávislost a dekolonizaci.
Do války byla v Dakaru postavena i rafinerie pro arašídový olej, který byl vyvážen do Francie a měl pomáhat s nedostatky, které byly způsobeny válečnou situací. Průmyslový rozvoj metropole pokračoval i po skončení konfliktu, nicméně v roce 1961, kdy se celá kolonie rozpadla na osm nezávislých států, zanikl i jednotný trh a došlo k ekonomickým těžkostem. Dakar byl v letech 1959 až 1960 hlavním městem krátkodobě existující Federace Mali a poté se stal hlavním městem Republiky Senegal. Rozvoj průmyslový následoval i nárůst velikosti města, které mělo v okamžiku nezávislosti okolo tří set padesáti tisíc obyvatel.
Město si následně prošlo rozsáhlou transformací z koloniální metropole do hlavního města nezávislého státu. Básník, filozof a první prezident Senegalu Léopold Sédar Senghor se pokusil proměnit Dakar v „Atény subsaharské Afriky“ (francouzsky l'Athènes de l'Afrique subsaharienne). Nová doba otevřela dveře moderní architektuře. Nejen projekty pro nové úřady, muzea, náboženské stavby (např. velká mešita) a kulturní instituce, ale také dramatický růst počtu obyvatel, který provází mnohdy živelnou urbanizaci celé západní Afriky, ovlivnily jeho podobu. Díky tomu, že územní plánování bylo navrženo poměrně robustně již v době koloniální správy, dokázal Dakar o něco lépe tento nárůst ustát, než jiná města v regionu. Již v 50. letech 20. století byla založena organizace, která měla budovat systematickým způsobem bytovou výstavbu tak, aby bylo možné bourat rozšiřující se slumy. Již tehdy vznikl plán, který předpokládal rozšíření souvislé zástavby až k areálu dnešního mezinárodního letiště.
Před koncem 20. století překonal Dakar metu jednoho milionu obyvatel, trend růstu se však i nadále zrychloval a město se rozrůstalo všemi možnými směry, mnohdy i podobou nelegálních čtvrtí a slumů. Ty vznikaly např. v lokalitách Pikine nebo Yeumbeul, ale i jinde. Docházelo ale i k různým násilnostem, např. v 60. letech 20. století, nebo v roce 1989.
V roce 1996 byla provedena správní reforma metropole, která rozdělila Dakar na 19 obvodů (francouzsky Communes d'arrondissement).

### 21. století
V roce 2006 hostil Dakar Africké mistrovství v plavání. O několik let později byl slavnostně odhalen Monument znovuzrození Afriky.
V 3. desetiletí 21. století je Dakar významným finančním centrem, kde sídlí desítky národních a regionálních bank (včetně již zmíněné BCEAO), a také řada mezinárodních organizací, nevládních organizací a mezinárodních výzkumných center. Ve snaze snížit míru přelidnění vznikají nové čtvrti na okrajích Dakaru. V roce 2013 sem byla otevřena dálnice, která vede z Dakaru do jeho předměstí a dále na východ do zbytku Senegalu. Atraktivita místa rostla do té míry, že došlo k přetížení místního trhu s bydlením, což i zde učinilo bydlení pro řadu lidí nedostupným. Do města se sestěhovávají i občané z dalších západoafrických zemí regionu ECOWAS. Rozšířena je např. i praxe, kdy v restauracích často pracují Nigerijci, jako taxikáři potom působí Guinejci apod.
V roce 2025 město přejmenovávalo některé ulice, které nesly název podle Francouzů z dob koloniální správy.
V letech 1978 až 2007 byl Dakar cílem Rallye Dakar.

## Obyvatelstvo

### Struktura obyvatelstva
V roce 2005 byl počet obyvatel v metropolitní oblasti odhadován na 2,4 miliónu.[zdroj⁠?!] Obyvatelstvo je velmi mladé; v 2. dekádě 21. století bylo 40 % lidí, kteří v hlavním městě žijí, mladších 20 let.
Již od roku 1920 zde žije početná libanonská komunita, která se věnuje především obchodu, stejně jako komunita Maročanů, kteří jsou zde známí podnikatelé. Z cizích pracovníků lze zmínit také obyvatele Mauretánie, Guiney a Kapverd. 20 000 obyvatel Dakaru jsou rovněž potomci Francouzů ještě z doby, kdy město bylo součástí francouzské kolonie. 

### Náboženský život
Ve městě je sídlo katolického arcibiskupství. Jsou zde chrámy, které patří církvi římskokatolické ale i několika dalším křesťanským církvím. Velká mešita je jednou z nepřehlédnutelných dominant města. Nese název po Massalikoulovi Djinanovi.
Většina obyvatel Dakaru je nicméně muslimské víry. Dakar byl zvolen Islámskou vzdělávací, vědeckou a kulturní organizací (ISESCO) jako Hlavní město islámské kultury v roce 2007. Je zde velký počet mešit, např. zmíněná Velká mešita v Dakaru a nápadná Omariennská mešita, která má minarety zdobené zelenými koulemi.

## Administrativní dělení
Dakar se dělí na 19 místních částí seskupených do 4 okresů, a to následujícím způsobem:
| Okresy                     | Počet obyvatel (2013) | Rozloha | Místní části                                                                      |
| -------------------------- | --------------------- | ------- | --------------------------------------------------------------------------------- |
| Almadies                   | 211 315               | 30.1    | Mermoz-Sacré-Cœur • Ngor • Ouakam • Yoff                                          |
| Dakarská plošina (Plateau) | 189 486               | 14,7    | Dakar-Plateau • Fann-Point E-Amitié • Gueule Tapée-Fass-Colobane • Medina         |
| Velký Dakar                | 306 728               | 18,9    | Biscuiterie • Dieuppeul-Derklé • Grand Dakar • Hann Bel-Air • HLM • Sicap-Liberté |
| Parcelles Assainies        | 438 527               | 14,7    | Cambérène • Grand Yoff • Parcelles Assainies • Patte d'Oie                        |
| Celkem                     | 1 030 594             | 78,4    |                                                                                   |

Souhrnný nižší počet obyvatel je způsoben tím, že se Dakar rozšířil i mimo správní hranice, které jsou tímto členěním vymezeny.

## Hospodářství

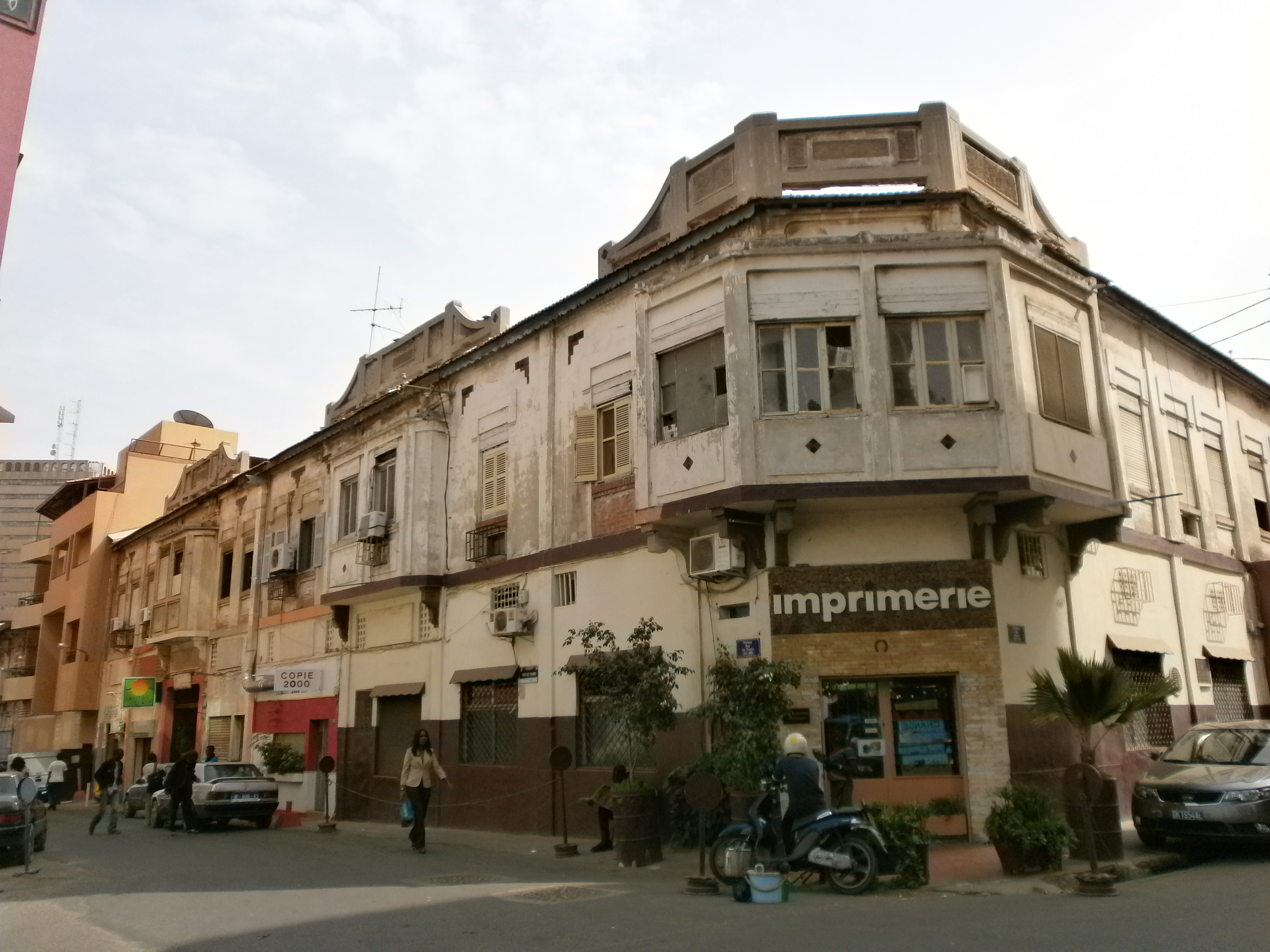
Tiskárna v Dakaru.

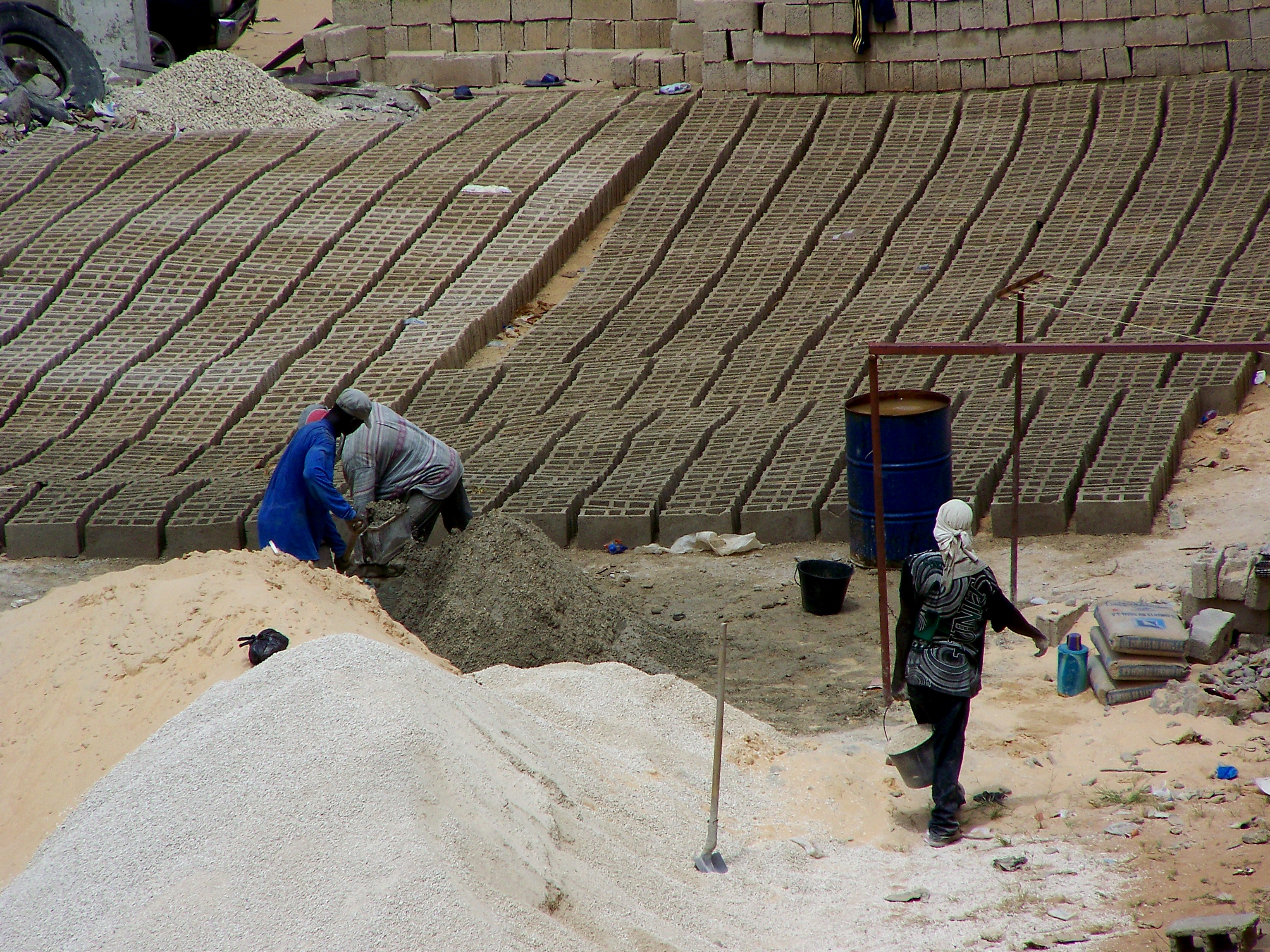
Výroba cihel.

### Zemědělství
Rozsáhlé město obklopují na straně, kde je spojené s africkou pevninou, rozsáhlá pole a plantáže.

### Průmysl
Průmysl je v současné době orientován hlavně na výrobu potravin, dále je zde rozsáhlý průmysl textilní, dřevařský, výroba nábytku a tradičně zde stojí již několik rafinérií (např. v lokalitě Mbatal). Textilní sektor je ohrožován dovozem z Čínské lidové republiky, Ve městě je i cementárna a továrna na stavební materiály a působí zde francouzská skupina Vicat.

### Služby
Ve městě se nachází velké množství tradičních tržnic, největší a nejznámější z nich nese název Colobane nebo Sandanga. Ačkoliv zde vznikají i moderní obchodní centra, trh a neformální ekonomika mají dodnes význam v ekonomice města. V druhé uvedené je zaměstnáno až čtyřicet procent Dakařanů.

### Turistika
Cestovní ruch, zejména kongresová turistika, nabývá na významu, a to díky mezinárodním akcím, konferencím, veletrhům apod. Gorée je díky svému historickému významu významnou turistickou atrakcí. Z různých stran obklopují Dakar písečné pláže, některé se nachází i v samotném středu města.

## Doprava

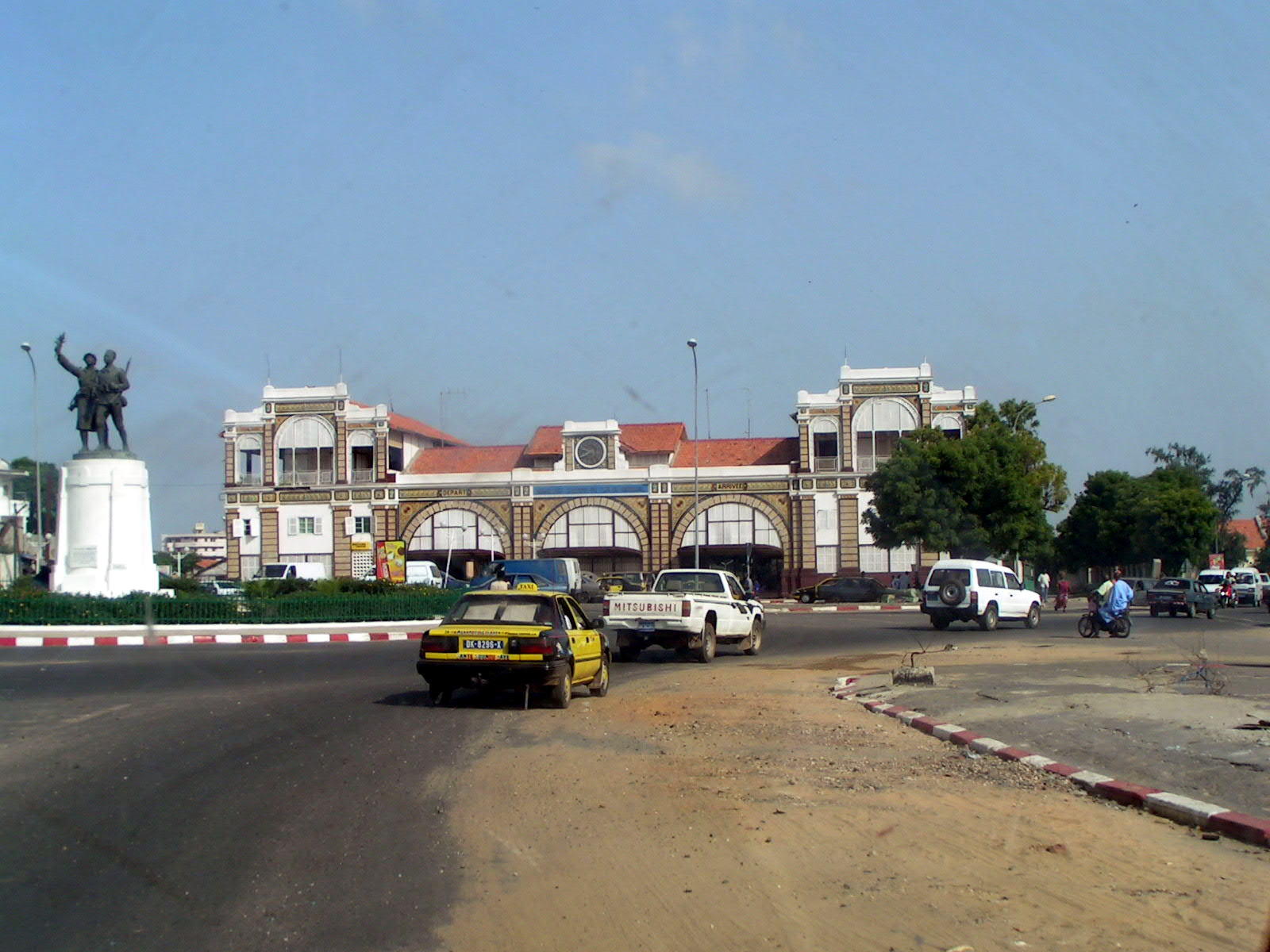
Hlavní nádraží ve stylu francouzské koloniální architektury.

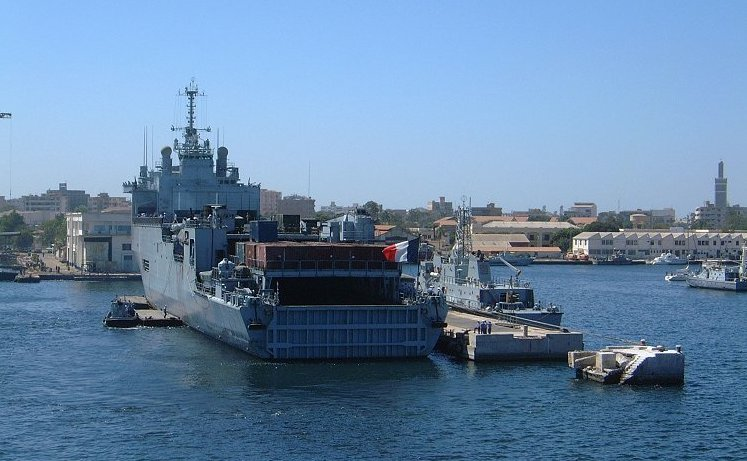
Přístav s francouzskou vojenskou lodí.

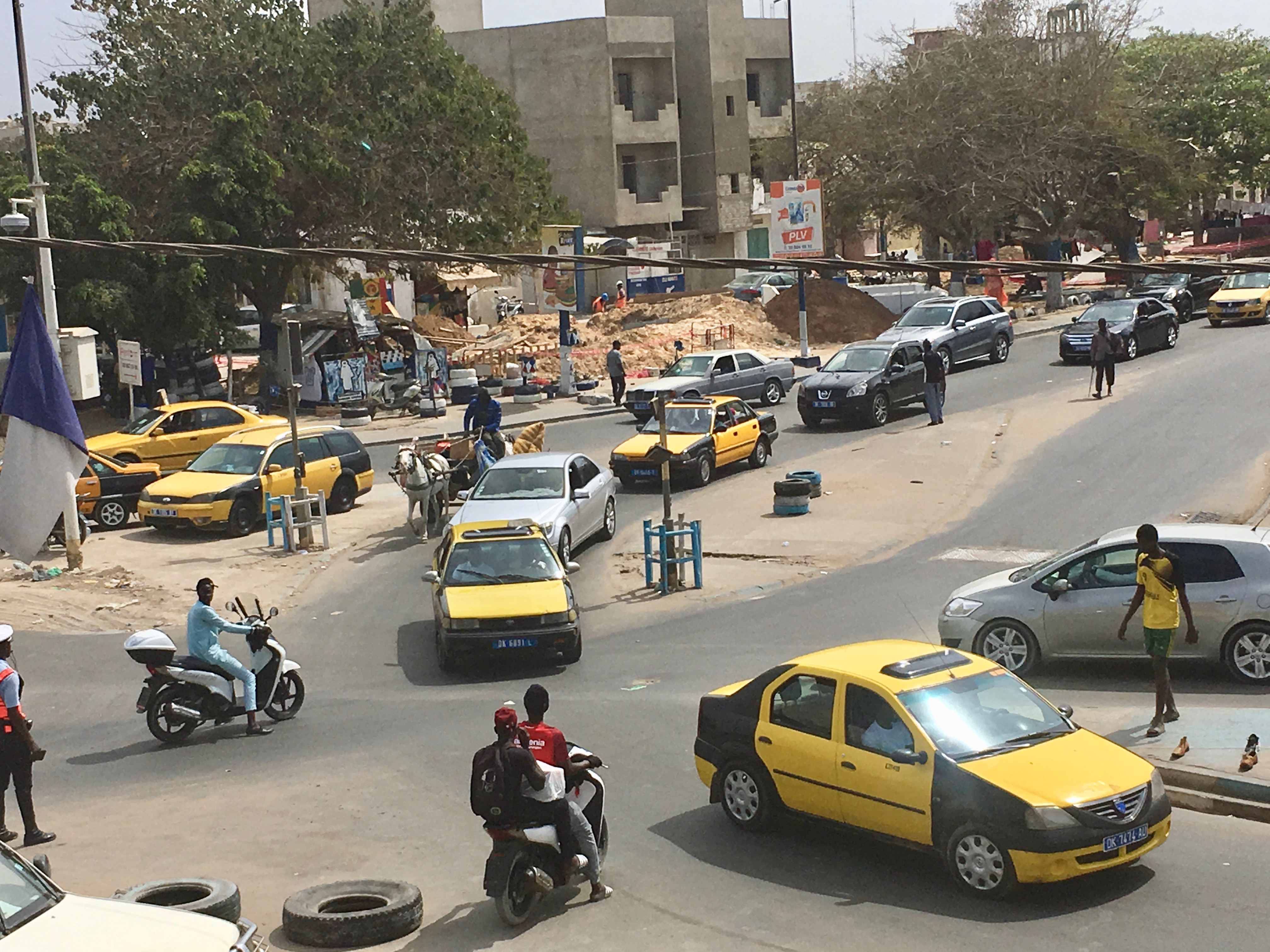
Dopravní ruch na jedné z místních křižovatek.

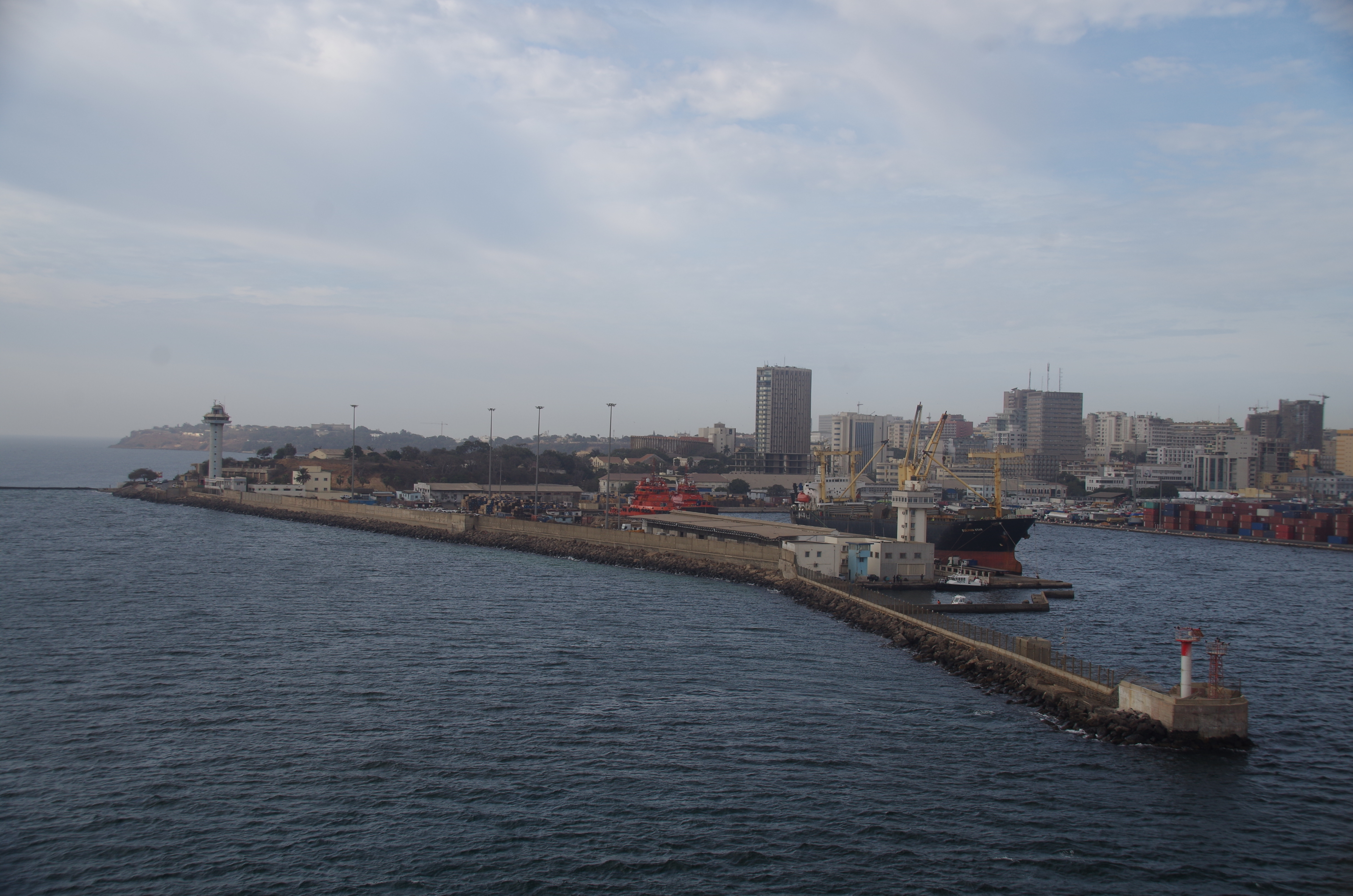
Dakarský přístav.

### Silniční doprava
Z města vede značný počet silničních komunikací. Klíčové jsou dálnice A1 a dálnice A2, které vedou do měst Touba a M'Bour.

### Železniční doprava
Železniční tratě, které byly zbudovány během koloniálního období v důsledku nedostatečné údržby zanikly. Město iniciovalo vznik nových železničních tratí, které jsou oddělené (bez úrovňových křížení) od ostatních komunikací. Stát má vzhledem k významu přístavu a nákladní dopravy zájem tuto síť obnovit. V provozu má být síť příměstské dopravy se 14 nádražími. Hlavní trať vede do města Thiès a odtud dále pokračuje senegalská železniční síť. 

### Vodní doprava
Přístav v Dakaru patří k nejvýznamnějším v západní Africe, je chráněn systémem zdí a valů proti případným bouřím. Zhruba 90 % mezinárodního obchodu Senegalu prochází přes tento přístav. V roce 2024 odbavil jen pro sousední Mali 24 milionů tun nákladu.
Francouzské námořnictvo do roku 2025 část dakarského přístavu velmi intenzivně využívalo.

### Letecká doprava
Dakar má mezinárodní letiště (Blaise Diagne International Airport), které se nachází severozápadně od středu města. Dáno do užívání bylo v roce 2018.
V místní části s názvem Jof je umístěna základna francouzského letectva.

### Městská doprava
Rostoucí metropole čelí enormním výzvám z hlediska existence veřejné dopravy. Proto byla v roce 1997 ustanovena Výkonná rada pro trvalou veřejnou dopravu (francouzsky Conseil Exécutif des Transports Urbains Durables). Ta vypracovala v roce 2001 studii, kdy uvedla, že neexistence veřejné dopravy stojí město ročně 1,4 miliardy dolarů, nicméně problémy jsou i v oblasti špatné infrastruktury, hluku, znečištění a dalších oblastí. 
Vypracován byl projekt příměstské železnice, která by měla obsloužit nejen mezinárodní letiště, ale i řadu lokalit po celém Dakaru. Využívat ji má na 115 000 cestujících denně. Do provozu byl její první úsek uveden dne 14. ledna 2019 (zkušební provoz) a cestující se mohli svézt po celé trase v prosinci 2021. 
Zřízeny byly také dvě linky metrobusů (bus rapid transit), které jsou plně elektrické. V provozu je přes sto vozidel. Systém byl financován půjčkou od Světové banky a Evropské investiční banky. Podporu zajistila i senegalská vláda. Je oddělený od zbytku silniční sítě a mezi obyvateli se rozšiřuje jeho popularita.
Od roku 2016 jsou zde i autobusy, které jsou bezbariérové.

## Společnost

### Školství
Dakar má zhruba patnáct středních škol.
Původní Vysokoškolský institut, který byl založen roku 1950, se postupně přetransformoval v první senegalskou vysokou školu (založenou v roce 1957). V západní části města se při mořském břehu nachází rozsáhlý kampus Vysoké školy polytechnické (francouzsky Ecole Supérieure Polytechnique). Kromě toho zde sídlí také Kedge Business School.

### Zdravotnictví
V centru metropole sídlí hlavní nemocnice  a v její blízkosti směrem k prezidentskému paláci se nachází ještě poliklinika.

### Média

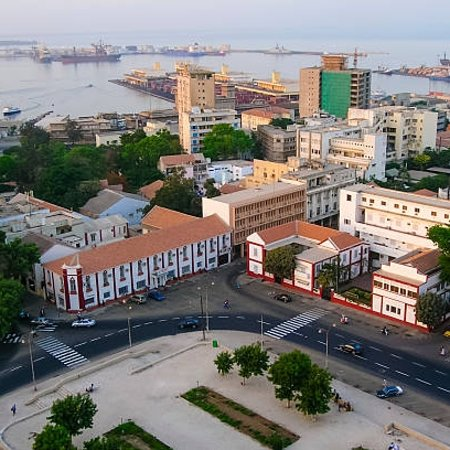
Střed města.

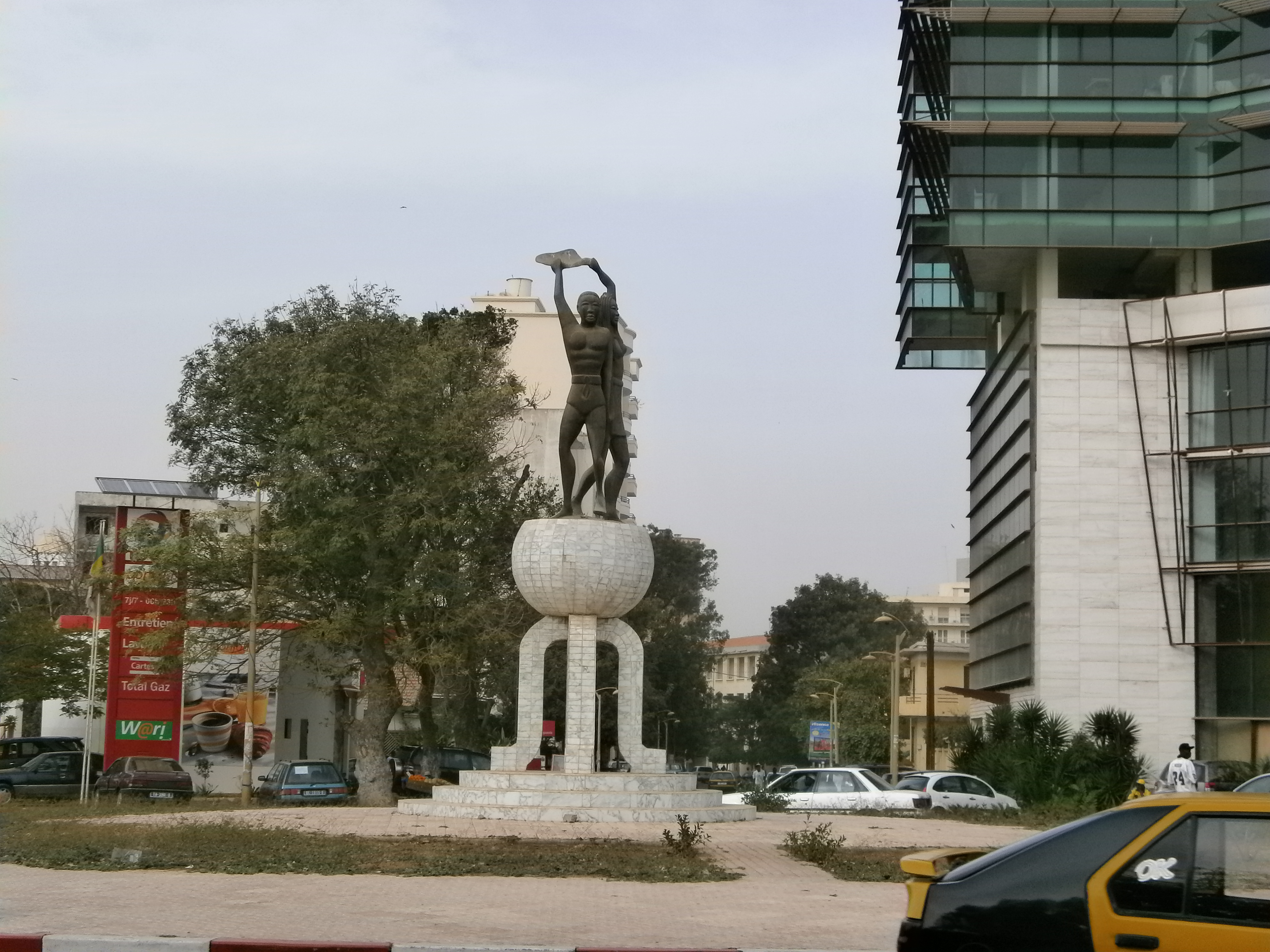
Náměstí Soweto.

V Dakaru vysílá veřejnoprávní senegalská televize a rozhlas (RTS – Radio Télévision Sénégalaise) a vychází značný počet deníků. Hlavními tituly jsou Le Soleil, který podporuje vládní politiku, Sud Quotidien a Wal Fadjri, které jsou nezávislejší, Le Quotidien, který je neutrální a Le Matin a L'Observateur  (vlastněné skupinou Futurs Médias zpěváka Youssoua N'Doura).

### Sport
Na sportovním stadionu Sicap-Liberté hraje fotbalový tým AS Douanes, který se účastní místní 1. fotbalové ligy. 
V roce 2026 bude Dakar hostit Letní olympijské hry mládeže. Tyto hry se měly konat již v roce 2022, ale byly o 4 roky odsunuty.

## Životní prostředí

### Ovzduší
Stejně jako další města Afriky i Dakar trápí znečištění ovzduší. V roce 2013 dosáhly hodnoty částic PM 3.5 hodnoty překračující povolené limity. Znečištění ovzduší zhoršují také prašné bouře. Městské úřady podporují elektrifikaci individuální dopravy ve snaze toto znečištění snížit.

### Odpadové hospodářství
Znečištění odpadem, především plasty, je závažnou otázoku v řadě afrických měst, včetně Dakaru. Již v roce 2015 zakázala senegalská vláda jednorázové plastové tašky. V roce 2020 zde byla ustanovena Unie pro koordinaci nakládání s pevným odpadem (UGC), která instalovala sběrné kontejnery a další místa, kam je odpad umisťován a odkud je potom svážen. Tím se brání vzniku nelegálních skládek. Senegalský prezident podporuje heslo „Zero waste Senegal“.

### Ekologické akce
Ve snaze o zlepšení životního prostředí jsou iniciovány různé aktivity ve městě, jako např. sázení stromů.

## Kultura

### Kulturní instituce
Muzeum afrického umění Theodora Monody je jedním z nejstarších uměleckých muzeí tohoto typu v celém regionu západní Afriky a sídlí v Dakaru. Od roku 1989 zde také působí Historické muzeum Senegalu a Gorée. V polovině 90. let 20. století zde bylo ustanoveno i Muzeum ozbrojených sil Senegalu (francouzsky Musée des Forces Armées Senegalaise). V blízkosti hlavního nádraží stojí i Muzeum černých civilizací (francouzsky Musée des civilisations noires) v nápadné budově o kruhovém půdorysu.
Mezi galeriemi lze zmínit např. Galerii Cécila Fakhouryho nebo Oh Gallery.

#### Kulturní akce
V Dakaru se koná celá řada festivalů, které mají význam jak národní, tak i mezinárodní. Jedná se např. o Světový festival černého umění (anglicky World Festival of Black Arts), Mezinárodní filmový festival v Dakaru, dříve zde probíhal festival Taf Taf, který se věnoval obecně umění. Pořádá se zde také Týden módy.

### Kulturní památky a pamětihodnosti města
Mezi pamětihodnosti hlavního města lze zařadit např. již zmíněný Monument znovuzrození Afriky. Významnou turistickou atrakcí je ostrov Gorée, kde se nachází opevnění evropského typu. Navíc je památkou UNESCO.

## Bezpečnost
Ve srovnání s řadou jiných měst v západní Africe je Dakar považován za bezpečnou destinaci, díky čemuž se zde rozvíjí turistický ruch, ale i přistěhovalectví.

## Osobnosti
- Abdoulaye Faye, fotbalista
- Akon, zpěvák
- Baaba Maal, zpěvák a kytarista
- Babacar Khane, jogín
- Boris Diaw, basketbalista
- Bouna Coundoul, fotbalista
- Cheikh Anta Diop, historik a politik
- Cheikh Samb, basketbalista
- DeSagana Diop, bývalý basketbalista
- Didier Raoult, mikrobiolog
- Hamady N'Diaye, basketbalista
- Ibou Badji, basketbalista
- Ibrahim Ba, bývalý fotbalista
- Ismaël Lô, zpěvák a skladatel
- Idrissa Gueye, basketbalista
- Macoumba Kandji, fotbalista
- Mame Biram Diouf, fotbalista
- Marcel Lefebvre, dakarský arcibiskup
- Mouhamed Gueye, basketbalista
- Ousmane Barro, basketbalista
- Papa Amadou Kante, basketbalista
- Papa Bouba Diop, fotbalista
- Pape Paté Diouf, fotbalista
- Papiss Cisse, fotbalista
- Patrice Evra, bývalý fotbalista
- Patrick Vieira, fotbalista
- Pélagie Gbaguidi, umělec
- Sadio Mane, fotbalista
- Ségolène Royal, francouzská politička, původem z Dakaru
- Souleyman Sané, bývalý fotbalista
- Tacko Fall, basketbalista
- Wasis Diop, hudebník
- Youssou N'Dour, zpěvák

## Partnerská města
- Alžír, Alžírsko
- Baku, Ázerbájdžán
- Bamako, Mali
- Banjul, Gambie
- Bissau, Guinea-Bissau
- Brazzaville, Konžská republika
- Casablanca, Maroko
- Douala, Kamerun
- Kinshasa, Konžská demokratická republika
- Marseille, Francie
- Milán, Itálie
- Oran, Alžírsko
- Niamey, Niger
- Praia, Kapverdy
- Rosario, Argentina
- Sfax, Tunisko
- Tchaj-pej, Tchaj-wan
- Východní Jeruzalém, Palestinská autonomie
- Washington, D.C., USA